# Polyscias reineckei
Polyscias reineckei är en araliaväxtart som beskrevs av Hermann Harms. Polyscias reineckei ingår i släktet Polyscias och familjen Araliaceae. Inga underarter finns listade.